# Joseph Ruppert
Joseph Ruppert (1864 - 1935) fue un botánico alemán. En el Herbario de plantas vasculares de Múnich, Baviera se hallan duplicados de sus colecciones botánicas.
- La abreviatura «Ruppert» se emplea para indicar a Joseph Ruppert como autoridad en la descripción y clasificación científica de los vegetales.[2]